# Ercole Bottrigari
Ercole Bottrigari (Bologna, 24 agosto 1531 – Sant'Alberto di Piano, 30 settembre 1612) è stato un umanista e teorico musicale italiano.

## Biografia
Attese prima allo studio delle lettere greche, ebraiche e latine, e poi della matematica, dell'astronomia e della filosofia, pubblicando diversi trattati. Nella musica soprattutto si dedicò allo studio delle teorie armoniche antiche per confrontarle con quelle del suo tempo. Sono da ricordare, fra le altre, le seguenti opere in forma di dialogo: Il Patrizio overo de' tetracordi Tetracordi armonici di Aristosseno (pubblicato dal Benacci, 1594), Il Trimerone ossia dei fondamenti armonici, Il Desiderio ovvero dei concerti dei vari strumenti musicali, che venne alla luce la prima volta a Venezia sotto il nome di Alemanno Benelli (1594); il Melone, discorsi armonici, edito a Ferrara nel 1602, oltre a molte traduzioni dal greco e dal latino di trattati musicali, rimaste tuttora inedite, come: I cinque libri di musica di Anicio Manlio Severino Boezio; Della musica mondana, trattato di Macrobio Ambrosio Aur. Teodosio, ecc.,
Il nome di Alemanno Benelli, che figurava autore del Desiderio, non è altro che l'anagramma di Annibale Melone, decano dei musici della Signoria di Bologna e amico devoto del Bottrigari, il quale l'aveva convinto di dare il trattatello alle stampe. Alla improvvisa morte del Melone, Giovanni Maria Artusi, ebbe dalla vedova tutti i manoscritti musicali del defunto e, persuaso che fossero opera di lui, ne trasse materia per il suo libro L'Artusi ovvero delle imperfettioni della moderna musica. Bottrigari però non esitò a svelare di esser lui il vero autore tanto del Desiderio quanto delle altre opere. Ne seguirono aspre polemiche.